# 運上弘菜
運上 弘菜（うんじょう ひろな、1998年〈平成10年〉8月9日 - ）は、日本の元アイドルであり、女性アイドルグループHKT48の元メンバーである。
北海道出身。

## 略歴
小学生の頃からAKB48（特に前田敦子）のファンで、2014年4月「AKB48 Team8 全国一斉オーディション」に応募するが、最終審査で惜しくも落選。この時にチーム8の北海道代表となったのは、旭川市（上川総合振興局）出身の坂口渚沙であった。
AKB48落選後も高校で学生生活を送っていたが、当時HKT48に移って大活躍していた指原莉乃を見て“等身大のアイドル”を目指すという意識が強くなり、2016年2月、HKT48の4期生オーディションに応募。祖父の葬儀中に1次審査合格の通知を受け、6月の最終審査に挑んだ結果、同年7月12日「HKT48夏のホールツアー〜HKTがAKB48グループを離脱? 国民投票コンサート〜」の福岡サンパレス公演において、HKT48の4期研究生として初お披露目された。
2017年9月24日、日本ガイシホールで行われた『AKB48グループ ユニットじゃんけん大会2017〜絆は拳から生まれる!〜』において、チームTIIメンバーの荒巻美咲と共に『fairy w!nk』（フェアリーウィンク）を組み優勝。同年12月13日にシングル「天使はどこにいる?」をリリースした。AKB48グループの北海道出身メンバーが選抜じゃんけん大会で優勝したのは2021年現在、運上が唯一となっている。
2017年11月26日、西鉄ホールで行われた『HKT48 6フェス 〜LOVE&PEACE!ROCK周年だよ、人生は…〜』において、研究生からチームKIVに昇格することが発表された。さらに2018年12月からは北海道帯広市に本社を置く珍味メーカー「江戸屋」のCMキャラクターを務めている。
2018年5月2日発売のシングル「早送りカレンダー」でシングル表題曲初選抜。2020年4月22日発売のシングル「3-2」（さんひくに）で、表題曲としては初のセンターを務める。
2018年6月に開催された『AKB48 53rdシングル 世界選抜総選挙』において83位となり、「第10回世界選抜総選挙記念枠」に選出された。
2021年4月、冠番組『HKTのピシャッと48』（テレビ西日本）のロケで訪れた、福岡県築上郡吉富町の特命PR大使に任命される。
同年9月20日には西日本シティ銀行 HKT48劇場にて、自身初となるソロ公演『WHITE』を開催。
さらに同公演の立ち上げを記念して制作された自身初のフォトブック「WHITE.」を同年12月17日に発売。
2023年7月5日、HKT48劇場で行われた「チームH「目撃者」」公演で、HKT48からの卒業を発表した。同年10月5日、Zepp DiverCity（TOKYO）にて、『運上弘菜 卒業コンサート 〜WHITE〜』を開催し、HKT48を卒業した。
卒業後は東京で暮らしており、事務所には所属せずマイペースに活動。集英社『週刊プレイボーイ』2024年No.39で約1年ぶりに撮影復帰。

## 人物
- 愛称は「なっぴ」。
- アルペンスキーが得意で、SAJスキーバッジテスト級別1級を取得している[4]。
- 中学では卓球部、高校ではソフトテニス部に所属していた[4]。
- 兄が1人いる[5]。
- 通っていた地元の小学校は全校生徒が24名しかいなかったせいか、3年生の時に閉校。4年生からは隣町にスクールバスで通っていた[21]。

### HKT48関連
- キャッチフレーズは「北海道から来たど! なっぴこと運上弘菜です」。西日本スポーツの記事では「博多の白い恋人」と呼ばれていた[22]。
- HKT48史上初の北海道出身メンバー。先述の通り留萌郡小平町で生まれ育ったため、都会に行って新しい世界を見たくてオーディションを受けたという[4]。加入当初は北海道から福岡を行き来していたせいか、「ずっとステージに立つのも笑うのも苦手だった」と『日経エンタテインメント!』のインタビューで明かしている[10]。
- 先述の坂口渚沙とは2019年に行われた舞台「仁義なき戦い〜彼女（おんな）たちの死闘篇〜」[注 2]において、“ベルと江戸屋”[注 3]というコンビを組んでオープニングアクトを務めていた[24]。
- 2018年に日本テレビで放送された『HKTBINGO!』では、HKT48同期の小田彩加と共に、“きゅうりじゅーす”[22][25]というコンビを組んでいた。

## HKT48での参加曲

### シングル選抜楽曲
HKT48名義
- 「バグっていいじゃん」に収録
  - 白線の内側で - 「4期生」名義
  - キスが遠すぎるよ - 「ダイヤモンドガールズ」名義
  - HKT48ファミリー
- 「キスは待つしかないのでしょうか?」に収録
  - さくらんぼを結べるか? - 「4期生」名義
  - 隣の彼はカッコ良く見える -「プラチナガールズ」名義
- 早送りカレンダー
  - 季節のせいにしたくはない
- 意志
  - 誰より手を振ろう
  - いつだってそばにいる
- 3-2
  - 青春の出口
- 君とどこかへ行きたい（みずほ選抜）
- ビーサンはなぜなくなるのか?
- 君はもっとできる

AKB48名義
- 「センチメンタルトレイン」に収録
  - 波が伝えるもの - 「第10回世界選抜総選挙記念枠」名義
- 「NO WAY MAN」に収録
  - それでも彼女は - 「大人選抜2018」名義
- 「サステナブル」に収録
  - モニカ、夜明けだ - 「48グループNEXT12」名義
- 「失恋、ありがとう」に収録
  - 思い出マイフレンド - 「1st Campus」名義

### アルバム選抜楽曲
- 『092』に収録
  - ファンミーティング - 「F24」名義
- 『アウトスタンディング』に収録
  - 突然 Do love me!
  - あっけない粉雪

### その他の参加楽曲
- 水色アルタイル - 「しゅがーすたー」名義（「HKT48、劇団はじめます - チームミュン密」『水色アルタイル』主題歌）

### 劇場公演ユニット曲
HKT48研究生「手をつなぎながら」公演
- この胸のバーコード
- ウィンブルドンへ連れてって

チームKIV 3rd Stage「制服の芽」公演
- 狼とプライド
- 女の子の第六感
- 枯れ葉のステーション

## 作品

### シングル
- 天使はどこにいる?（2017年12月13日発売、キングレコード） - fairy w!nk名義

### 写真集
- 運上弘菜フォトブック「WHITE.」（2021年12月17日発売、Mercury）[14]

## 出演

### テレビ番組
- オケハザマってなんですか?〜What is OKEHAZAMA〜（2020年10月6日 - 2022年6月29日、RKB毎日放送） - レギュラー[注 4]

### テレビドラマ
- IDOLS 〜Screen Test〜（2022年1月24日 - 3月28日、KBC九州朝日放送）

### 映画
- 向田理髪店（2022年10月7日、福岡県・熊本県で先行公開[26] / 10月14日、全国公開、キャンター） - 香蘭 役[27]

### ショートムービー
- THE PRIME MOMENT『IDOLS（アイドルズ）～恋のセンターポジション～』（2021年11月19日公開） - 坂東希、山口綺羅と共演[28][29]

### ラジオ
- 運上弘菜のパーソナルスペース（2023年2月7日 - 9月26日、NACK5）[30][注 5]

### CM・広報
- 珍味の江戸屋（2018年 - 現在）[9]
- JR北海道 「LOVE！めぐり 運上弘菜と列車でお出かけ」キャンペーン（2021年12月16日 - 2022年2月28日）[31][32]

### 雑誌
- 週刊プレイボーイ（集英社）2020年18号グラビア[1]
- 月刊エンタメ（徳間書店）2020年6・7月合併号グラビア[33]

### イベント
- 福岡ソフトバンクホークス対日本ハムファイターズ戦 始球式（2021年4月29日、PayPayドーム）[34]
- シンデレラフェス vol.10（2023年4月5日、国立代々木競技場 第一体育館）[35]

### 舞台
- IDOLS～夢のシークエンス～（2023年8月25日 - 26日、品川インターシティホール） - 運上弘菜/月江 役
- ひと（2024年12月3日 - 8日、三越劇場 / 12月14日・15日、近鉄アート館） - 井崎青葉 役[36]